# Citharexylum teclense
Citharexylum teclense là một loài thực vật có hoa trong họ Cỏ roi ngựa. Loài này được Standl. mô tả khoa học đầu tiên năm 1930.